# Glory to Hong Kong

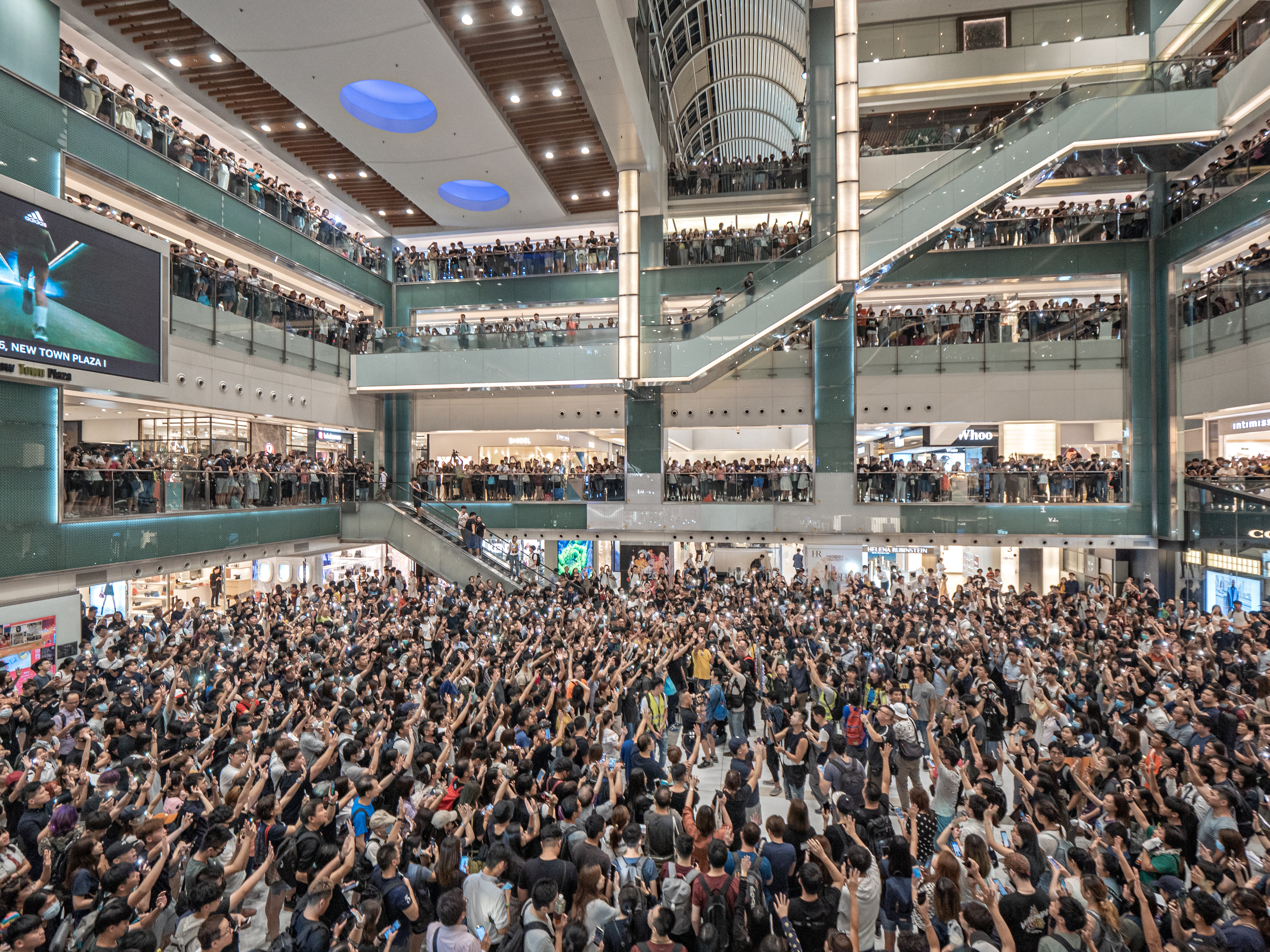
Glory to Hong Kong, gesungen im New Town Plaza (2019, Shatin)

Glory to Hong Kong ist ein erstmals am 31. August 2019 veröffentlichter Song, der im Rahmen der Proteste in Hongkong 2019 von einem Musiker unter dem Pseudonym „Thomas dgx yhl“ komponiert und geschrieben wurde. Der Song wird weithin als Hymne dieser Proteste angenommen und tausendfach im öffentlichen Raum gesungen, einige betrachten ihn sogar als „Nationalhymne Hongkongs“.
Der Originalsong ist in kantonesischer Sprache gesungen und in Chinesisch geschrieben (Originaltitel: chinesisch 願榮光歸香港, Pinyin Yuàn Róngguāng guī Xiānggǎng, Jyutping Jyun6 Wing4gwong1 gwai1 Hoeng1gong2). Es gibt auch zahlreiche Versionen in englischer und anderen Sprachen, die im Internet kursieren. Der ursprüngliche Textentwurf wurde von der Netzgemeinde immer weiter ergänzt bis hin zur aufwendigen orchestralen Version mit professionell gestaltetem Video.
Das Lied sei stark identitätsstiftend, zumal oft die Zeile „Wir sind Hongkonger“ fällt. Aber dennoch biete das Lied keine Angriffsfläche für die chinesische Führung, die den Protestierenden Abspaltungsversuche vorwirft. Das sei so explizit nicht aus dem Text herauszulesen. Peking reagiert damit, dass sie prochinesische Demonstranten mit eigenen Liedern gegen die Protestler stellt, so dass es zu wahren „Gesangsbattles“ kommt.
Am 8. Mai 2024 wurde das Lied gerichtlich verboten.

## Text
„Glory to Hong Kong“ umfasst vier Strophen mit chinesischen Texten. Der Autor gibt an, dass er die Bedeutung der Texte über das Reimen der Zeilen stellte, und erklärt die Bedeutung jeder Strophe wie folgt:
Die erste Strophe beschreibt feierlich die Unterdrückung und Beraubung grundlegender Menschenrechte, wie Demokratie, Freiheit und Gerechtigkeit.
Die zweite Strophe beschreibt die Anti-ELAB-Bewegung, in der das Volk trotz Blutvergießen gegen Ungerechtigkeit auftritt. Die Feierlichkeit folgt der in der ersten Strophe. Die zweite Strophe beschreibt die Anti-ELAB-Bewegung.
Die dritte Strophe beschreibt die Beharrlichkeit der Menschen in Hongkong in Dunkelheit und Verzweiflung. Sie wird mit etwas weniger feierlichem Charakter vorgetragen. Die dritte Strophe beschreibt die Ausdauer der Menschen in Hongkong in Dunkelheit und Verzweiflung.
Die letzte Strophe, mit dem erkennbarsten Motto „Liberate Hong Kong; Revolution unserer Zeit“, das in den Text eingearbeitet ist, sieht vor, dass die Stadt ihren Ruhm und ihre Ehre zurückgewinnen wird. Sie drückt die Hoffnung für die Zukunft aus und beendet das Lied mit Begeisterung.

### Englische Lyrics
We pledge: No more tears on our land

In wrath, doubts dispell'd we make our stand

Arise! Ye who would not be slaves again

For Hong Kong, may Freedom reign
Though deep is the dread that lies ahead

Yet still with our faith on we tread

Let blood rage afield! Our voice grows evermore

For Hong Kong, may Glory reign
Stars may fade as darkness fills the air

Through the mist a solitary trumpet flares

Now, to arms! For Freedom we fight with all might we strike

With valour, wisdom both, we stride
Break now the dawn, liberate our Hong Kong

In common breath: Revolution of our times

May people reign, proud and free, now and evermore

Glory be to thee Hong Kong.

### Deutscher Text
In Tränen und Trauer gehüllt, 

von Wut und Enttäuschung erfüllt!

„Kopf hoch!“ rufen wir, uns're Heimat ist hier, 

Freiheit und Demokratie!
Trotz Sorgen und Angst Tag für Tag, 

wir kämpfen was auch kommen mag! 

„Gib Gas!“ rufen wir, uns're Zukunft ist hier,

Freiheit und Demokratie!
Sterne schwinden in der dunklen Nacht,

aus der Ferne tönt das Horn aus voller Kraft!

Hand in Hand, Seite an Seite,

kämpfen wir stets

für unser Ziel, für unsern Traum!
Der Tag bricht an, Freiheit uns'rem Hongkong!

Gerechtigkeit! Einigkeit! Revolution!

Demokratie und Freiheit für alle Ewigkeit!

Möge der Ruhm Hongkong gehör'n!